# از عشق و شیاطین دیگر

روی جلد یکی از ترجمه‌های کتاب به فارسی

پستر فیلم از عشق و شیاطین دیگر

از عشق و شیاطین دیگر رمانی از نویسنده کلمبیایی گابریل گارسیا مارکز است که نخستین بار در سال ۱۹۹۴ منتشر شد.
در پیش‌درآمد کتاب، گارسیا مارکز ادعا می‌کند که رمان نسخهٔ داستانی شدهٔ افسانه‌ای محلی است که مادربزرگش در زمان کودکی به او گفته: دختر بچه‌ای ۱۲ ساله با موهای بلند مسی‌رنگ که به هاری مبتلا شد و از او معجزه‌هایی سر زد و موهایش پس از مرگ به بلند شدن ادامه داد. سالها بعد گارسیا مارکز به عنوان یک روزنامه‌نویس شاهد حفاری معبدی بود که در آن جسد دختربچه‌ای پیدا شد که موهای بلندش هنوز به جمجمه‌اش متصل بود، و او تصمیم گرفت داستانش را بنویسد.
با این حال ماریانا سولانت در کتاب گارسیا مارکز برای تازه‌کاران  (انگلیسی: García Márquez for Beginners) می‌گوید که گارسیا مارکز داستان «از عشق و شیاطین دیگر» را خودش ابداع کرده است.

## داستان
«سییروا ماریا» دختری دوازده ساله است که با بی‌توجهی والدینش در کنار برده‌ها با آداب و رسوم آفریقایی رشد کرده تا جایی که زبان‌های آنها را هم بلد شده است. روزی سییروا ماریا به همراه یکی از بردگان به شهر رفت که سگی هار او را گاز گرفت. پدر سییروا ماریا که یک نجیب‌زادهٔ رو به زوال است تلاش می‌کند که او را درمان کند یا دستکم خبر ابتلای دخترش به هاری را پوشیده نگه دارد. این خبر به گوش اسقف منطقه می‌رسد. اسقف اعتقاد دارد که شیاطین روح سییروا ماریا را تسخیر کرده‌اند؛ بنابراین از پدرش می‌خواهد که دختر را به صومعه تحویل دهد تا روی او جن‌گیری انجام شود. در این بین پدر روحانی کایتانو دلاورا دلباخته ماریا شده است و می‌خواهد جان او را نجات دهد.

## شخصیت‌ها
- سییروا ماریا دل تودوس لوس آنگلس: شخصیت اصلی. او دختر دوازده سالهٔ نجیب‌زاده‌ای در حال زوال است که با بی‌توجهی والدینش و با آداب و رسوم بردگان یوروبایی بزرگ شده است و زبان‌های آنها را می‌داند. او مثل بردگان رفتار می‌کند، به دروغ گفتن عادت دارد، و بدون اینکه توجهی جلب کند به هر جایی که می‌خواهد می‌رود. شخصیت پرخاشگر و رنج‌کشیده‌ای دارد ولی در نهان می‌خواهد شاد و آزاد باشد. با اینکه در آخرین جملهٔ کتاب گفته شده که او «در اثر عشق مرد» ولی مرگ او در اثر سوءتغذیه است. بردگان او را به نامی که برای خود انتخاب کرده، «ماریا ماندینگا» می‌شناسند. وقتی که در دوران نوزادی به بیماری مبتلا شد «دامینگا ده ادوینتو»، برده‌ای که او را بزرگ می‌کرد، نذر کرد که تا زمان عروسیش موی او را کوتاه نکند.
- کایتانو سانتو دلائورا: شخصیت اصلی. او عاشق کتاب خواندن است و با اینکه عنوانی رسمی ندارد، به خاطر نزدیک بودنش به اسقف معاون او محسوب می‌شود. او از جانب کلیسا مأمور انجام جن‌گیری روی سیروا ماریا می‌شود و بر خلاف عادت در نهایت عاشق او می‌گردد. با این حال هرگز اعتقادش به کلیسا و نهادهای آن که زندگی وی و معشوقش را نابود کردند از دست نمی‌دهد.
- اینگاسیو ده آلفردو، دومین مارکیِ کازالدرو و ارباب دارین: شخصیت فرعی. پدر سیروا ماریا، می‌خواهد کار درست را انجام دهد ولی شخصیتی ضعیف، ترسو، و بی‌تفاوت دارد.
- برناردا کابررا: شخصیت فرعی. مادر سیروا ماریا، ولی از او به خاطر وجود داشتنش متنفر است. عشقبازی‌های بیشمارش با بردگان اثری منفی روی سلامت جسمی و ذهنی‌اش گذارده است.
- ابرونونچیو سرشناس‌ترین و حاذق‌ترین پزشک در منطقه. او یک یهودی بی‌خدا و مورد تنفر کلیساست.
- دومینگا ده ادوینتو: برده‌ای که سیروا ماریا را بزرگ کرد. پس از مرگ دومینگا پدر سیروا ماریا او را به داخل خانه منتقل کرد.

## اقتباس
در سال ۲۰۰۸ و به سفارش بی‌بی‌سی، آهنگساز مجارستانی پیتر اتوس یک اپرا در دو پرده و بر اساس از عشق و شیاطین دیگر ساخت. این اپرا نخستین بار در ۱۱ اوت ۲۰۰۸ در فستیوال گلیدبورن اجرا شد و در ۱۰ سپتامبر ۲۰۰۸ از رادیو سه بی‌بی‌سی پخش شد.
در سال ۲۰۰۹ نیز فیلمی کلمبیایی بر اساس این رمان ساخته شد.

## برگردان‌ها به فارسی
| عنوان                  | مترجم                 | ویرایش       | تعداد صفحه | نشر                   | سال چاپ | شابک               |
| ---------------------- | --------------------- | ------------ | ---------- | --------------------- | ------- | ------------------ |
| از عشق و شیاطین دیگر   | رضا موسوی             | حسن گل محمدی | ۲۰۸        | کمال علم              | ۱۳۷۴    |                    |
| از عشق و شیاطین دیگر   | جاهد جهانشاهی         |              | ۱۸۸        | شرکت فرهنگی هنری آرست | ۱۳۷۴    |                    |
| عشق و شیاطین دیگر      | صدیقه ابراهیمی (فخار) |              | ۱۸۴        | نشر آهنگ              | ۱۳۷۸    | شابک ‎۹۶۴۵۵۳۵۰۵۰    |
| از عشق و دیگر اهریمنان | احمد گلشیری           |              | ۲۱۸        | انتشارات آفرینگان     | ۱۳۷۹    | شابک ‎۹۶۴۹۰۲۱۷۴۴    |
| از عشق و سایر اهریمنان | کیومرث پارسای         |              | ۲۳۲        | انتشارات آریابان      | ۱۳۹۳    | شابک ‎۹۷۸۹۶۴۷۱۹۶۵۰۵ |